# Églises rupestres de Lalibela
Les églises rupestres de Lalibela sont onze (la fonction de plusieurs a été modifiée au fil des siècles)  églises monolithiques taillées dans la roche. Elles se trouvent dans la ville de Lalibela en Éthiopie.
La tradition dit qu'elles furent taillées au début du XIIIe siècle sur l'ordre du roi Gebre Mesqel Lalibela qui voulait permettre aux chrétiens orthodoxes éthiopiens d'avoir sur leur terre leur propre Jérusalem, les pèlerinages vers la ville sainte étant de plus en plus difficiles à cause de l'expansion de l'islam. L’aménagement du site a été conçu pour que sa topographie corresponde à une représentation symbolique de la Terre sainte, d'où son appellation de « Jérusalem Éthiopienne ».
Cependant, des études du site montrent qu'il a été sans doute aménagé sur une période plus longue, plusieurs siècles, même si la chronologie reste à préciser.

## Déroulement des travaux
Aucun document historique ne donne d'informations sur les architectes, les ouvriers ou la date de fondation précise des églises. Il est toutefois évident que d'énormes moyens ont dû être mis en œuvre pour réaliser ces travaux.
Les chroniques royales traduites par Richard Pankhurst  nous apprennent que les outils furent d'abord façonnés pour tailler et sculpter la pierre. L'étape suivante consistait à rassembler l'équipe d'ouvriers, de maçons et d'excavateurs. Tous furent payés selon leurs demandes, de sorte qu'il n'y eut ni plaintes ni retards dans la construction des églises. Le terrain pour les bâtiments a été acheté avec de l'or — même si, en tant que roi — Lalibela aurait pu le confisquer.
La nationalité des maçons qualifiés employés par le roi reste aussi un mystère. Les chroniques les désignent simplement comme « tout le monde ». Sans nouvelles preuves documentaires, il serait difficile de déterminer s’ils venaient de Syrie ou s’ils étaient des réfugiés d’Égypte. Ils pourraient même provenir de l’ancienne capitale éthiopienne d’Axoum. Une spéculation curieuse suggère même que l’Inde serait leur lieu d’origine.
En ce qui concerne l'église Bet Giyorgis 3 400 m3 de rocher furent enlevés dans la cour et environ 450 m3 à l'intérieur de l'église. Quant à l'église Bete Medhane Alem, 15 000 m3 furent enlevés de la cour et 10 000 m3 à l'intérieur. Après la chute de la dynastie des Zagwés, une chronique raconte qu'un architecte appelé Sidi-Masqal dirige les travaux en utilisant des ouvriers coptes ayant fui l'Égypte.
Diverses hypothèses sont émises sur le déroulement des travaux. La première phase aurait été, selon Walter Raunig, la phase d'excavation ou de dégrossissage qui permettait de dégager progressivement les différentes parties du bâtiment selon les dénivellations du terrain. Cette phase aurait été suivie par la phase des travaux précis : les pierres mais également les œuvres sont sculptées. Les ouvriers auraient peut-être débuté par les galeries à l'intérieur du bloc de l'église pour ensuite creuser en commençant par l'entrée pour parachever les surfaces.
Il est toutefois possible que l'on ait d'abord ébauché l'extérieur avant d'élaborer les détails sur les façades, enfin on aurait vidé l'intérieur à partir de l'entrée. Cette méthode étant plus complexe que la précédente, il est peu probable qu'elle ait été utilisée.
Cependant, un tailleur de pierre professionnel, Antoine Garric, démontre, en 2012, que les ouvriers de l'époque ne taillaient pas de gros blocs correspondant au volume de l'église qu'ils évidaient et taillaient ensuite. Au contraire, il façonnaient chaque détail au fur et à mesure de la descente. La décoration des piliers et des fenêtres a été réalisée avec des outils simples tels que des piques et des marteaux. Puisque la plupart des églises ont été taillées dans la roche, le niveau du sol du site et des environs correspond au sommet des églises qui a été construit en premier et constitue donc la partie la plus ancienne. La partie basse des églises a été construite plus récemment.
Certaines églises ont été remaniées après le règne du roi Lalibela. Comme le dit Peter Eeckhout : « Par la simple chute d'une goutte et de ses projections, certains piliers ont été totalement érodés à leur base. Les ouvriers ont donc abaissé le niveau de sol une première fois pour atteindre la roche saine qui n'a pas été altérée par l'eau. Mais l'érosion a à nouveau fait son œuvre. Après un effondrement, ils ont creusé une deuxième fois, puis une troisième fois, jusqu'à atteindre le niveau de sol actuel. » Évoqué dans l'émission Enquêtes Archéologiques : Éthiopie, la Légende de Lalibela.

## Description
Le site fut décrit par un Européen en septembre 1520, lorsqu'une mission est arrivée en Éthiopie. Francisco Álvares, le chapelain de la mission, qui procède à la description de chaque église. Alors qu'il parle de l'église majeure, il écrit : « ...à mon avis, il ne se trouve rien dans le monde entier de semblable, des églises sculptées avec art dans le rocher vif ». Il décrit avec une particulière précision Bet Giyorgis, il écrit à ce moment-là : « Je dois arrêter de parler de ces édifices impressionnants, car je suis certain que beaucoup ne pourront pas me croire et penseront que j'ai exagéré ». Afin de compléter ses écrits, Francisco a également réalisé des dessins, certains réalistes d'autres plus subjectifs. À son époque, les églises étaient dans un meilleur état qu'aujourd'hui. Dans le livre de Raffray, les images montrent l'érosion de la pierre ; Monti delle Corte a réalisé en 1940 des photos et des dessins qui montrent l'état préoccupant des monuments.
Les premières restaurations ont été menées sous le règne de Zewditou I (1916-1930) et elles ont permis de protéger, avec les moyens de l'époque, les églises. Enfin, en 1978, le site de Lalibela est inscrit par l'UNESCO au patrimoine culturel de l'humanité et des moyens ont alors été mis à disposition afin de conserver les monuments.
Le cœur de chaque église est le « maqdas », la pièce qui abrite le « tabot » symbolisant à la fois l'Arche d'alliance et les Tables de la Loi. Seul le prêtre a le droit d'y pénétrer. La porte en est généralement décorée d'images pieuses et de riches draperies. Une croix monolithe marque le point de départ d’un parcours sacré effectué par les pèlerins.

## Jérusalem terrestre et Jérusalem céleste
Le roi a dû avoir pour conseiller un théologien très érudit qui l'a aidé à concevoir une unité non seulement inhabituelle mais théologiquement complexe. On y retrouve reproduites la Terre Sainte et la Jérusalem palestinienne. Certainement un écho de la Jérusalem céleste. La gorge qui divise le village de Lalibela en deux moitiés et qui est remplie d'eau pendant la saison des pluies a été interprétée comme le Jourdain. Aujourd'hui encore, lors de la fête de l'Épiphanie, c'est le lieu d'importantes cérémonies religieuses. au milieu du torrent qui sépare les deux groupes principaux d'églises, une croix monolithique autoportante de pierre y marque symboliquement l'endroit où  Jean-Baptiste baptisa le Christ. Ainsi, ces lieux divers, rassemblés en un endroit unique, désignent bien Lalibela comme une « réplique » de la Ville sainte, Jérusalem, prise par Saladin en 1187.

### Répartition
La chronique nomme les églises suivantes : Beta Maryam (Maison de Marie), Dabra Sinai (Mont Sinaï), Golgotha, Beta Masqal (Maison de la Croix) et Beta Danegel (Maison des Vierges) comme appartenant au premier groupe. A côté d'elles se trouvaient deux autres structures, Beta Gabriel (Maison de Gabriel) et Beta Abba Matae, réunies par le même mur. A celles-ci s'est joint un autre groupe, comprenant Beta Merqorewos (Maison de Mercurios) et Beta Amanuel (Maison de l'Emmanuel). Enfin, les chroniques mentionnent Beta Giyorgis, l'église isolée de Saint-Georges.
La conception de ce groupement d'églises ne peut être comprise qu'en les considérant à la fois comme un tout et à la fois en unités distinctes. Toutes ont été érigées à proximité du fleuve et leur dédicace avait une signification théologique claire : la plus ancienne église était dédiée à Marie, qui pour les Byzantins était la Porteuse de Dieu (Theotokos), et pour les Monophysites le véhicule d'incarnation. Les structures qui l'entourent ont une moindre importance théologique et doivent être considérées comme des chapelles annexes. La structure qui se rattache théologiquement à celle de Marie est dédiée à l'Emmanuel, qui signifie Dieu avec nous. Il s’agit d’une dédicace au Christ en tant que Verbe incarné. Dans l'iconographie byzantine, le Christ Emmanuel est toujours représenté enfant. Cette application théologique au sanctuaire va plus loin : les structures proches des entrées ou directement devant les églises sont dédiées aux archanges Raphaël, Gabriel et Michel, considérés comme des milices célestes « sans corps ». Ils gardent les sanctuaires tout comme à Sainte-Sophie, où l'on retrouve leurs images en mosaïque dans la lunette au-dessus du portail royal et sur la voûte de la bema. Abba Libanos, le saint local très vénéré, n'a pas été oublié et une très belle église lui a été dédiée.
D'autres associations avec Jérusalem ont été soulignées : une église dédiée au Golgotha, rappelant la Crucifixion, dans laquelle Lalibela lui-même était enterré. Directement devant cette structure s'élève un curieux cube monolithique communément appelé Tombeau d'Adam. La Bible nous apprend que le Golgotha était « le lieu du crâne », qui, dans l’esprit des chrétiens, fut rapidement associé au crâne d’Adam. Fréquemment, dans les représentations byzantines de la Crucifixion, on trouve, dans une niche en forme de grotte, directement sous la croix, un crâne et des os. Le sang sacrificiel du Sauveur était censé avoir effacé le péché du premier homme. Un point culminant théologique a été atteint dans l’Église du Rédempteur du Monde, Medhane Alem. L'ensemble était complété par une structure distincte des autres, dédiée à Saint-Georges, guerrier d'Asie Mineure et saint patron de l'Éthiopie. Lus comme une unité théologique, les sanctuaires de Lalibela offrent une association systématique avec les lieux saints, du Tombeau d'Adam au Jourdain et du saint protecteur du pays au Rédempteur du monde.
L'ordre et le classement évoqué par la Chronique royale diffère de la façon dont les églises sont désormais regroupées :
Les églises, dont le nom est précédé du mot Biet (Bet, Bete ou Beta) qui signifie "maison", autrement dit "église de", sont divisées en trois groupes :
1. les six églises du groupe nord-ouest : Bete Debre Sina, Bete Mikael, Bete Gologota-Selassié, Bete Maryam, Bete Meskel et Bete Medhane Alem.
2. les quatre églises du groupe sud-est : Bete Gebriel-Rufael, Bete Merqorewos, Bete Abba Libanos et Bete Amanuel. Ce second groupe est situé à environ 300 m du premier.
3. Bet Giyorgis est située seule au sud-ouest du premier groupe et à l'ouest par rapport au deuxième. Elle est reliée par un réseau de tunnels et de gorges taillés dans la roche sur près de 400 m aux églises du groupe sud-est.

Chacun des deux groupes constitue un ensemble organique enclos dans une sorte d'enceinte, à l'intérieur de laquelle on circule par un réseau de passages et de tunnels creusés dans le tuf.
Le site comprend également d'autres édifices moins importants ou difficiles à identifier ; des chapelles comme Bete Danaghel (ou Denaguel ou « Les Martyrs » ou "La maison des Vierges") une chapelle hypogée, Aouariat (Les Apôtres), Betlehem (ou Biet Lalibela) à l'emplacement incertain, ainsi que des constructions à caractères défensifs, tours, fossés, etc.

### Typologie
Cet extraordinaire ensemble d'édifices est taillé dans le tuf volcanique rougeâtre de trois collines. Les « églises » sont de deux types différents : monolithes ou hypogées :
- Monolithes ou monolithiques : elles sont entièrement sculptées dans le roc et présentent toutes leurs façades à l'air libre (exemple : Bet Giyorgis). L'intérieur comporte nefs, travées, piliers, arcs, absides… tous taillés dans le roc.
- Hypogées : elles sont creusées dans l'épaisseur de falaises et laissent apparaître seulement certains éléments comme l'entrée ou la façade (exemple : Bete Gologota-Selassié).

Elles sont toutes dressées au centre de puits de 7 m à 12 m de profondeur.
Un troisième type dit « église de caverne » existe aux environs de Lalibela, en particulier à Na'akuto La'ab. Dans ce genre d'édifice, la roche constitue le toit ou parfois seulement l'un des murs.

## Églises du groupe nord-ouest
L'église Bete Medhane Alem (« Maison du Sauveur du monde »), la plus haute et la plus vaste du site, se présente comme la reproduction de l'Église Sainte-Marie-de-Sion, d’Aksoum, détruite en 1535 par les armées de l’envahisseur Ahmed Gragne. Dépourvue de peintures, elle est divisée en cinq grandes nefs.
Bete Maryam (la « Maison de Marie »), Bete Meskel (la « Maison de la Croix ») et Bete Dengel (la « Maison des Vierges martyres ») présentent des décors variés et des aménagements symboliques qui témoignent de l’originalité du christianisme éthiopien.

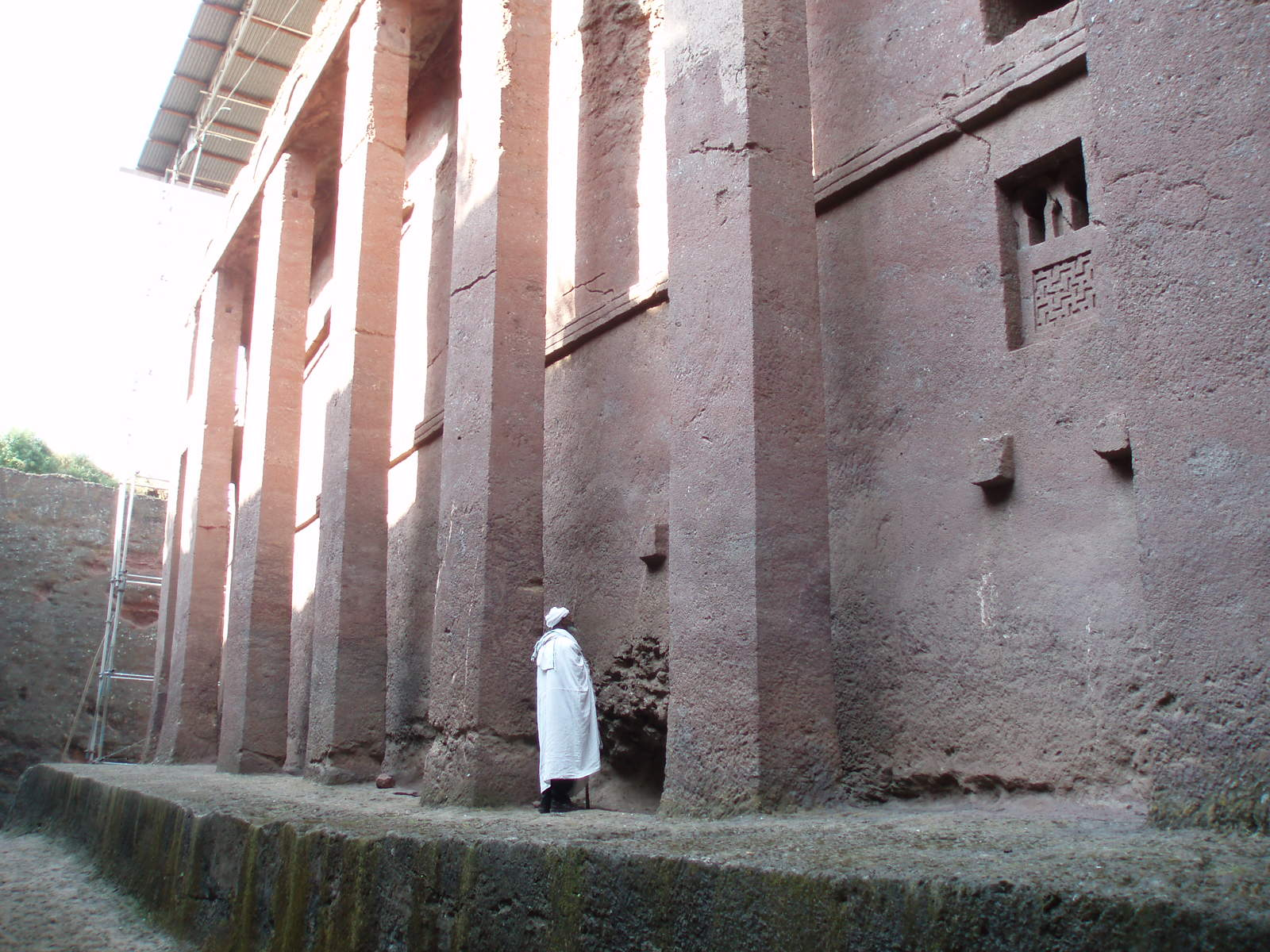
Bete Medhane Alem.
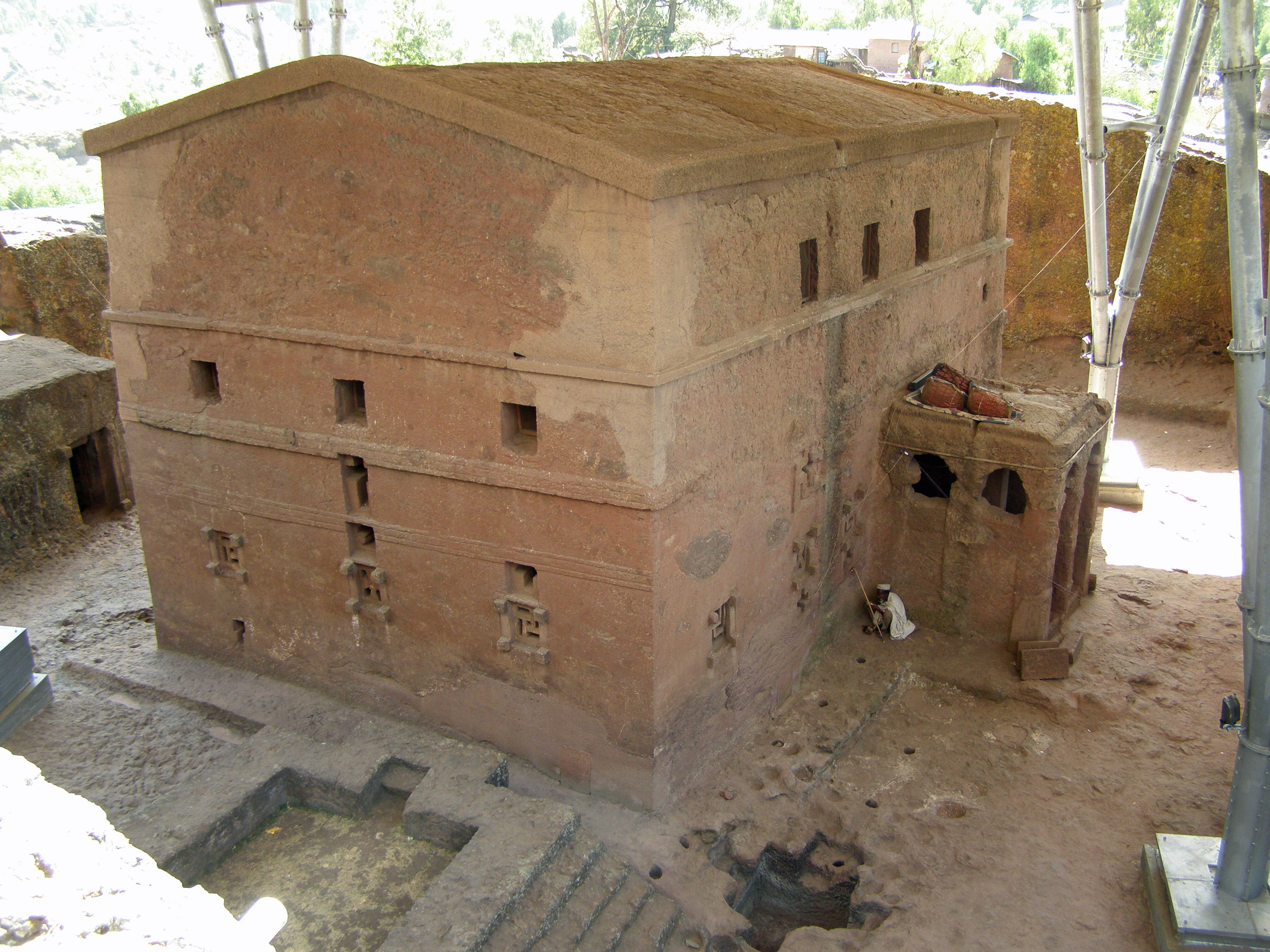
Bete Maryam sous son dais de protection.
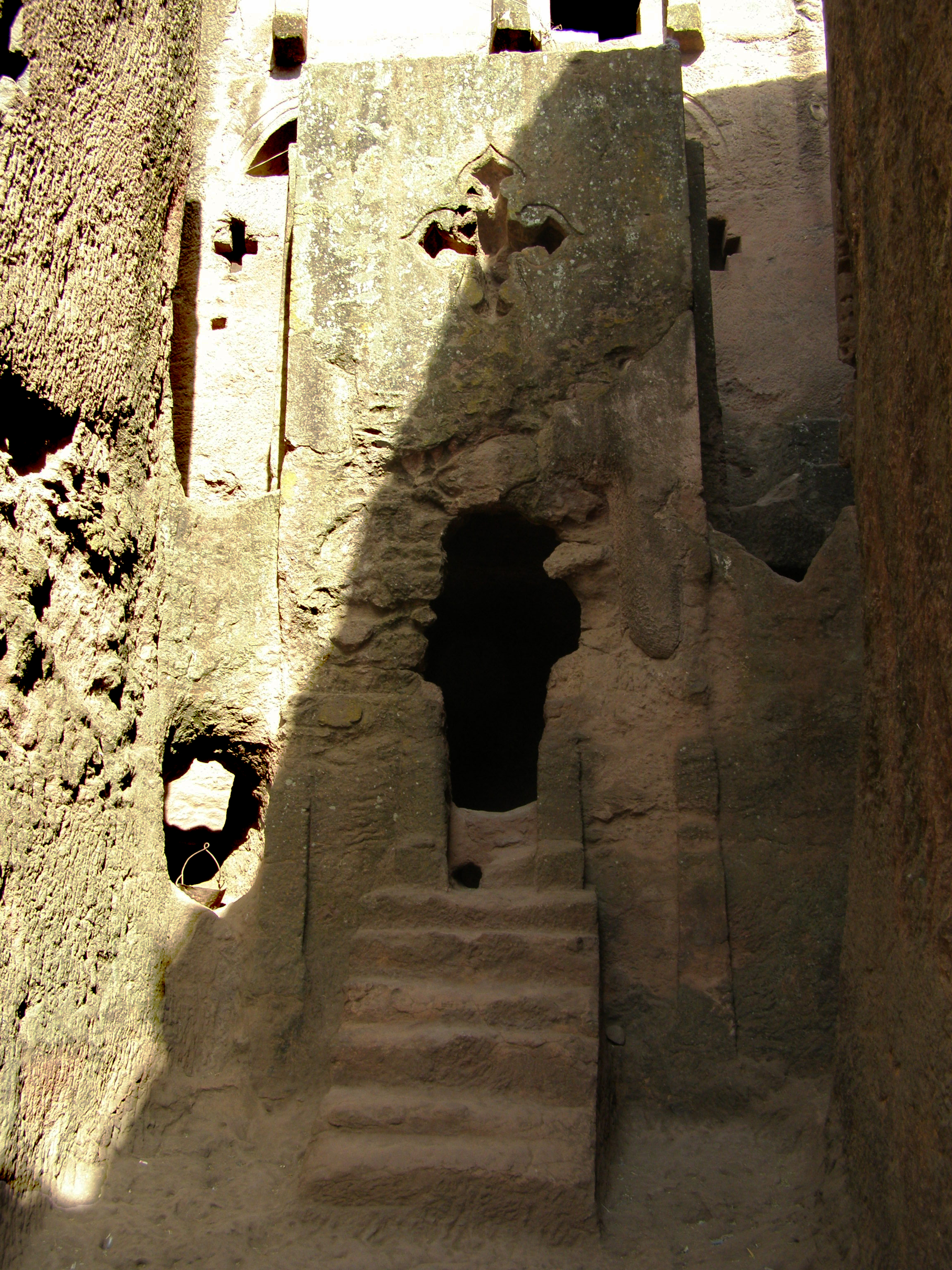
La tombe d'Adam.
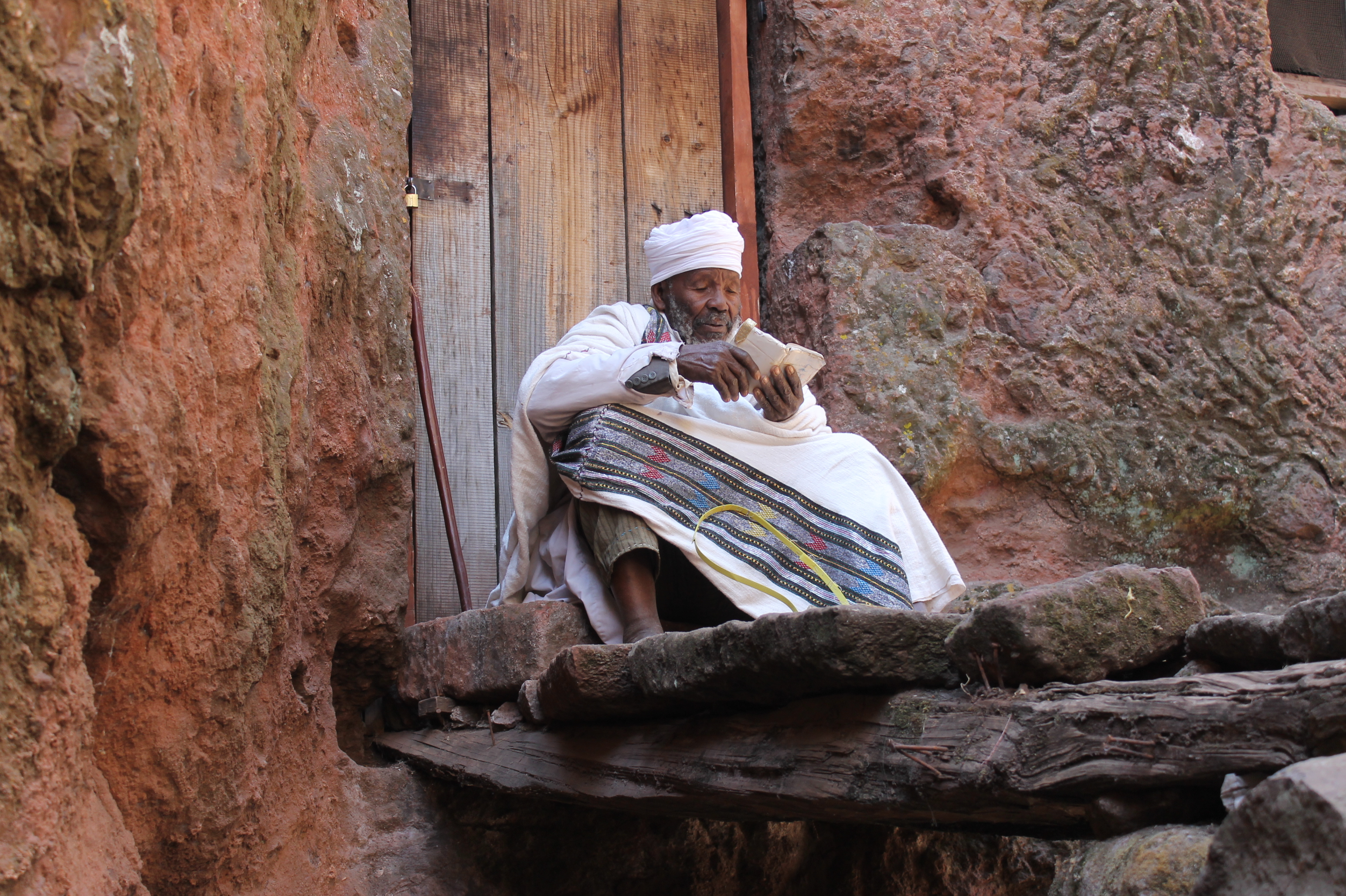
Prêtre priant devant l'église Bete Maryam.

Les églises de ce groupe sont situées l'une derrière l'autre d'ouest en est, au centre d'une dorsale inclinée du nord au sud. Pour accéder à ce groupe, on trouve deux entrées principales taillées dans la roche. La première est accessible depuis le Yordannos (Jourdain), elle est orientée en direction de Bete Maryam (sud). La deuxième se trouve vers l'ouest, près des églises Bete Debre Sina - Bete Mikael - Bete Golgota. C'est à son extrémité, proche des tombes, que se trouve la « tombe d'Adam ».
Au nord-est de Beta Maryam se trouve un bassin d'eau rectangulaire creusé dans la roche vivante, avec un bord surélevé et plusieurs marches qui y mènent. Sans doute celui-ci servait-il de fonts baptismaux où le rituel s'effectuait par immersion.

### La tombe d'Adam
La tombe d'Adam est un édifice monolithe dont la façade mesure 2,5 m de large et 9 m de haut. En y entrant, on arrive dans une petite salle mesurant 3 m de long et 2 m de large. Celle-ci se trouve sous la tombe, on peut accéder aux tombes, au nord et au sud du bâtiment. La tombe d'Adam se trouve à l'étage, c'est une petite cella où l'on peut voir une représentation d'une croix de plus ou moins 1,5 m de haut.

## Églises du groupe sud-est

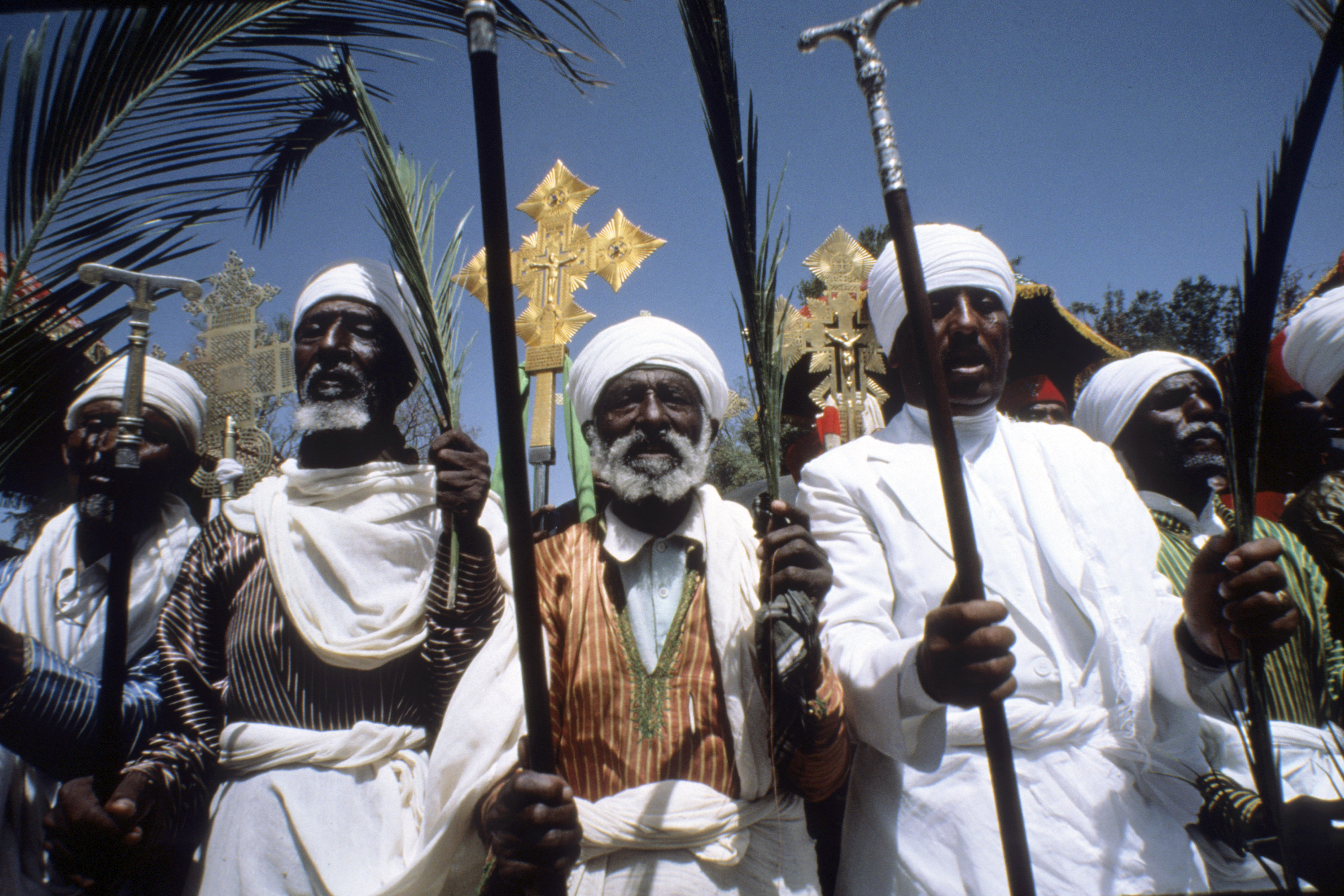
Prêtres des églises de Lalibela.

Bete Amanuel (la « Maison d’Emmanuel ») et Bete Gebriel-Rufael (la « maison de Gabriel et Raphaël ») sont les deux édifices les plus remarquables parmi ceux qui ont été construits sur la rive sud du Yordannos.
L'église St Emmanuel fait partie du groupe Est. Son ornementation extérieure reprend des thèmes axoumites. Elle est reliée à l'église Bet Mercurios par un tunnel de 35 m de long.
L'église Abba Libanos de forme rectangulaire, est excavée sur ses quatre côtés, mais offre la particularité d'être restée attachée au rocher par son sommet.

### Biet Lehem
Biet Lehem (Bétä Léhem), est considérée à tort comme une église. En réalité, il semble que cet édifice très dégradé soit une tour donjon faisant partie des dispositifs défensifs disséminés autour des églises.
La tour était soigneusement isolée par un fossé qui nécessitait l'emploi d'une passerelle amovible pour être franchi. La tour fortifiée est reliée par un souterrain à Biet Merqorewos.

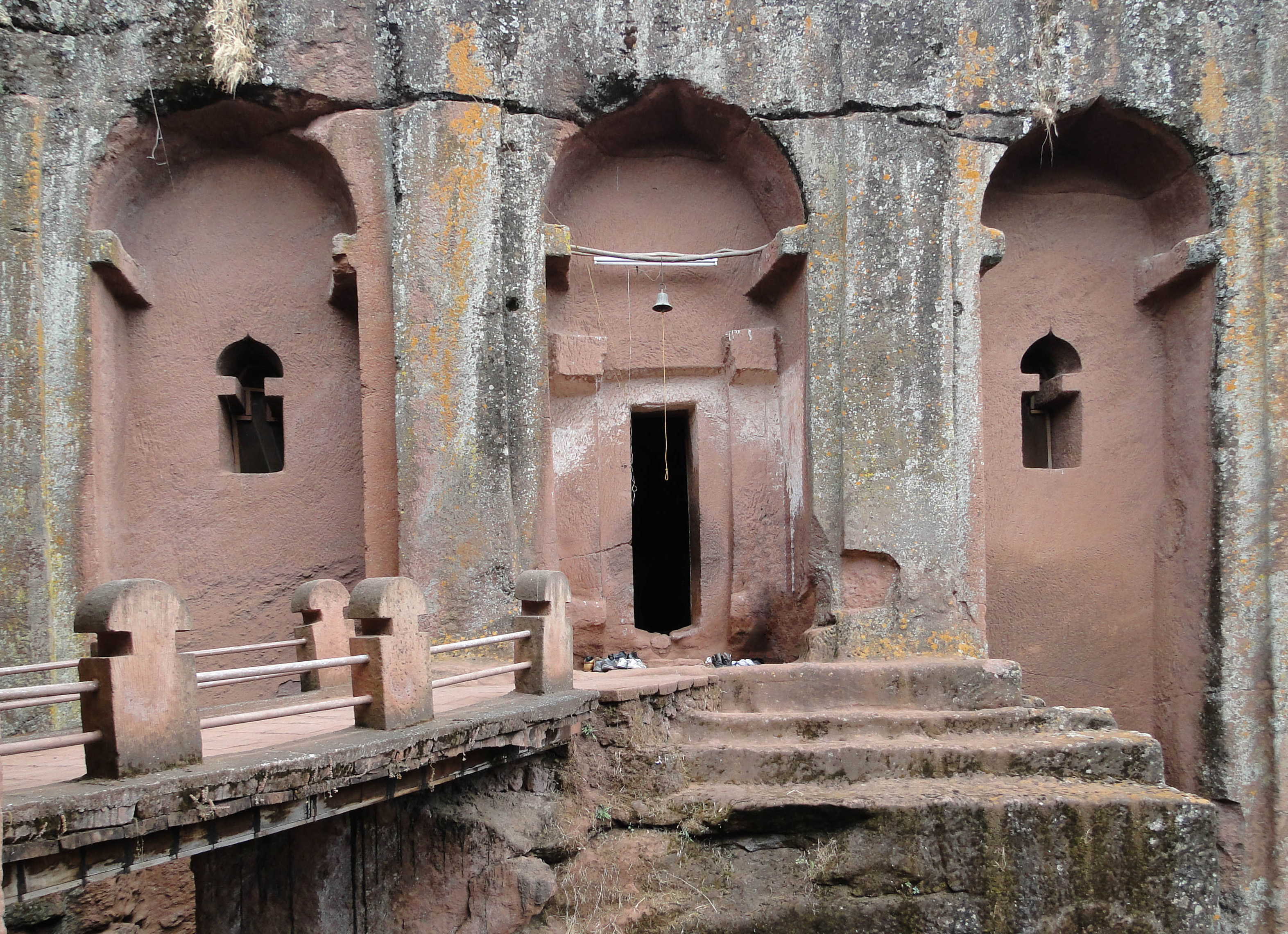
Bete Gebriel-Rufael.
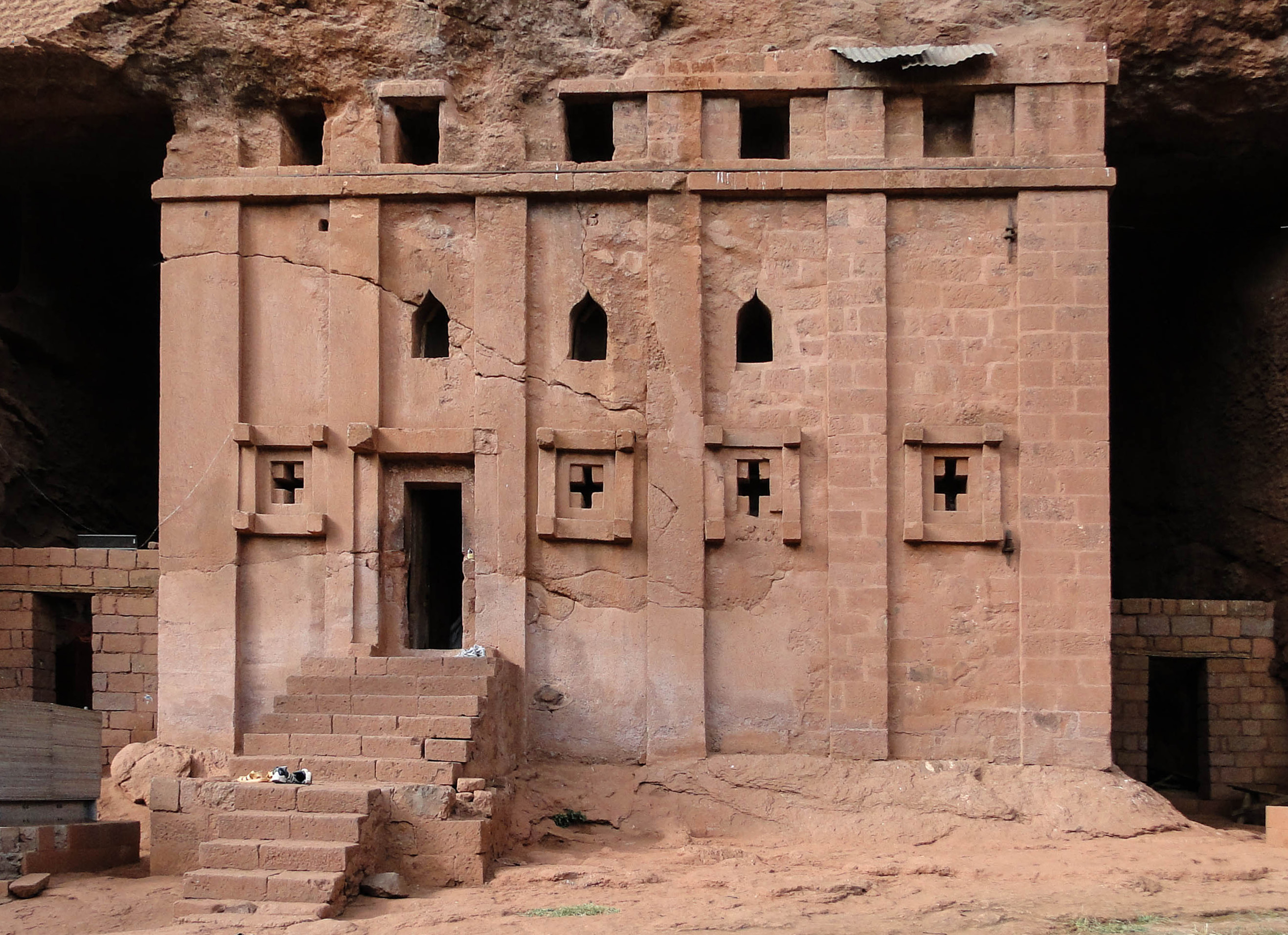
Bete Abba Libanos.
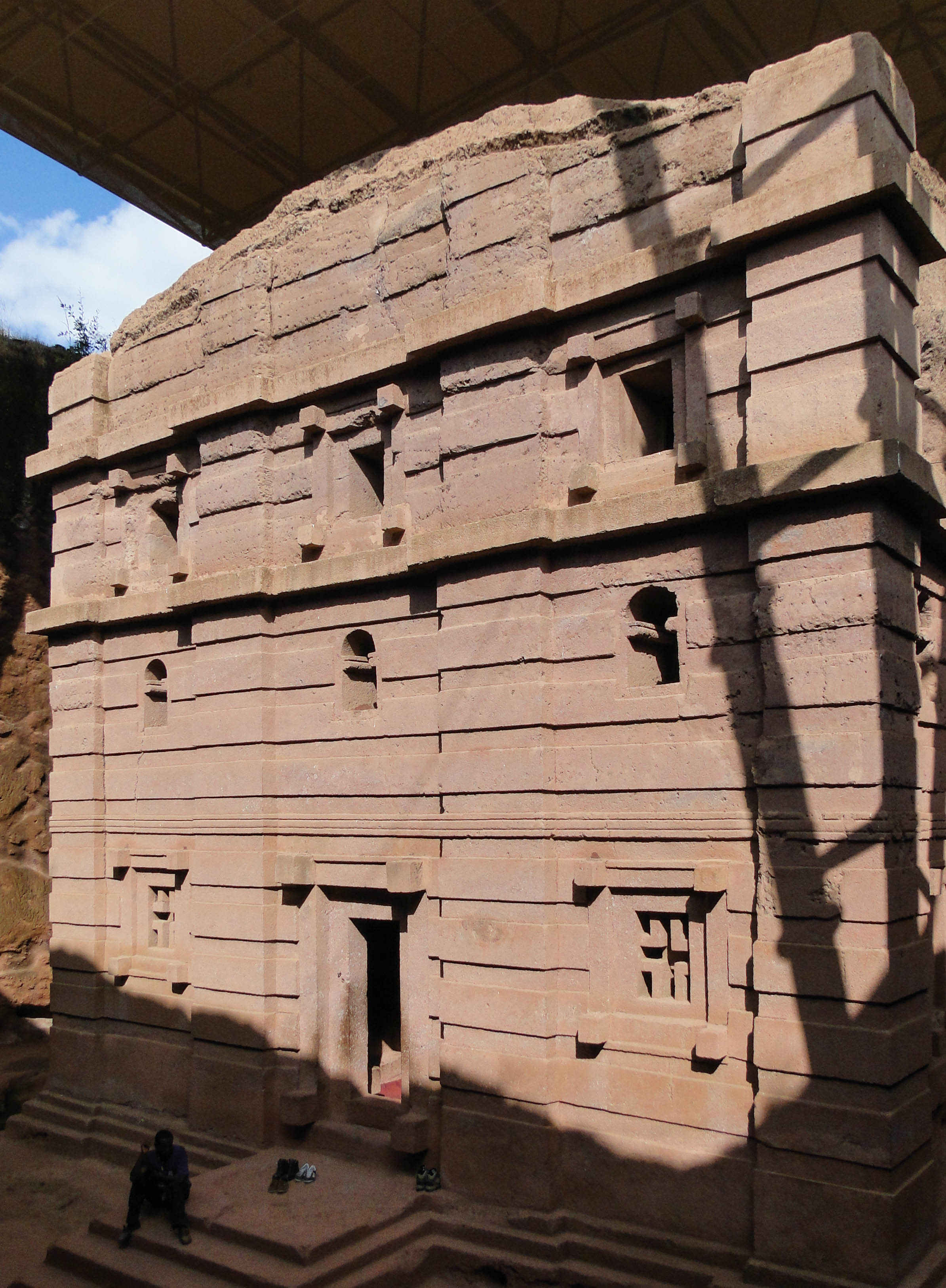
Bete Amanuel.
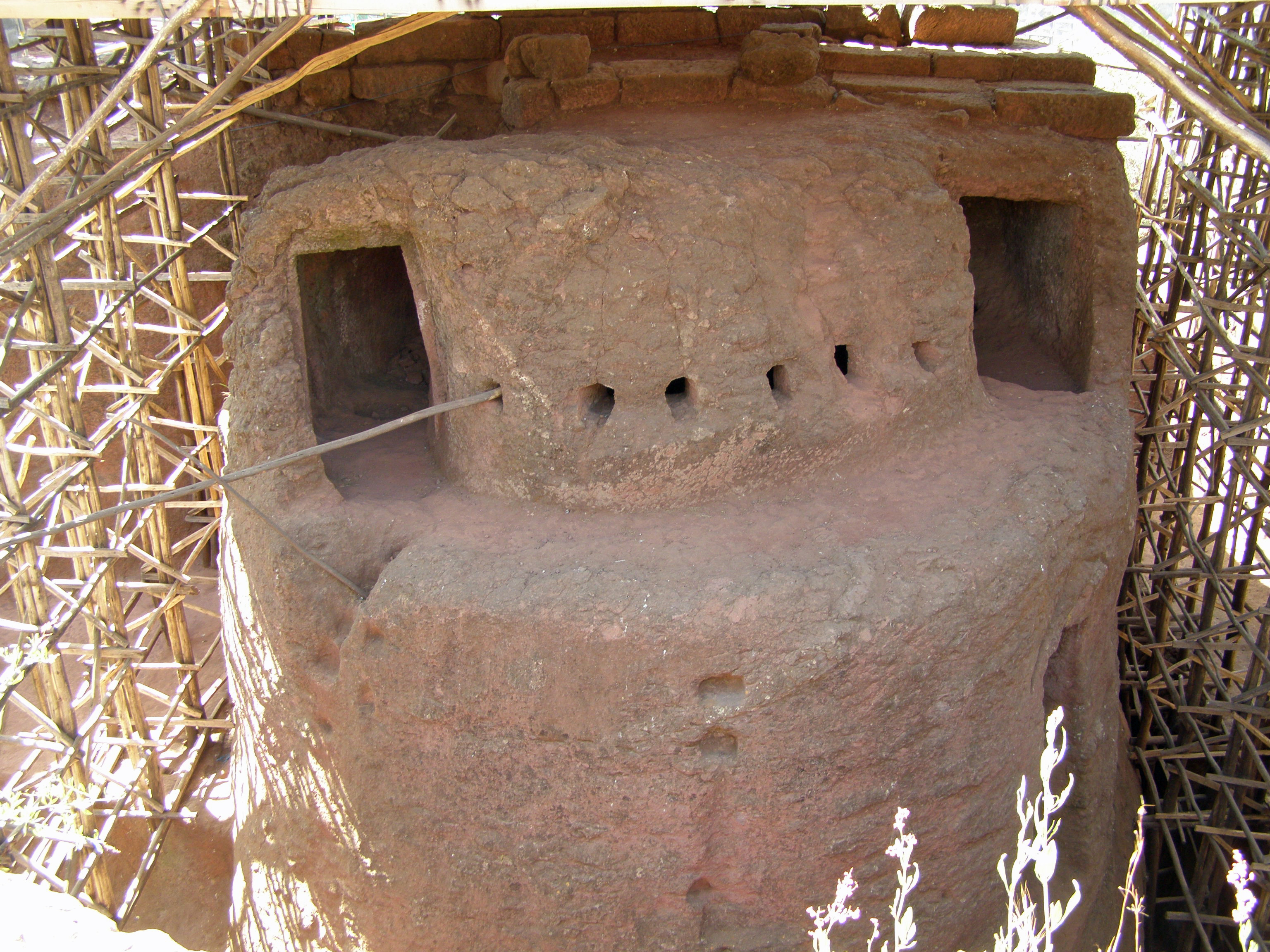
Biet Lehem.

## Églises des environs de Lalibela

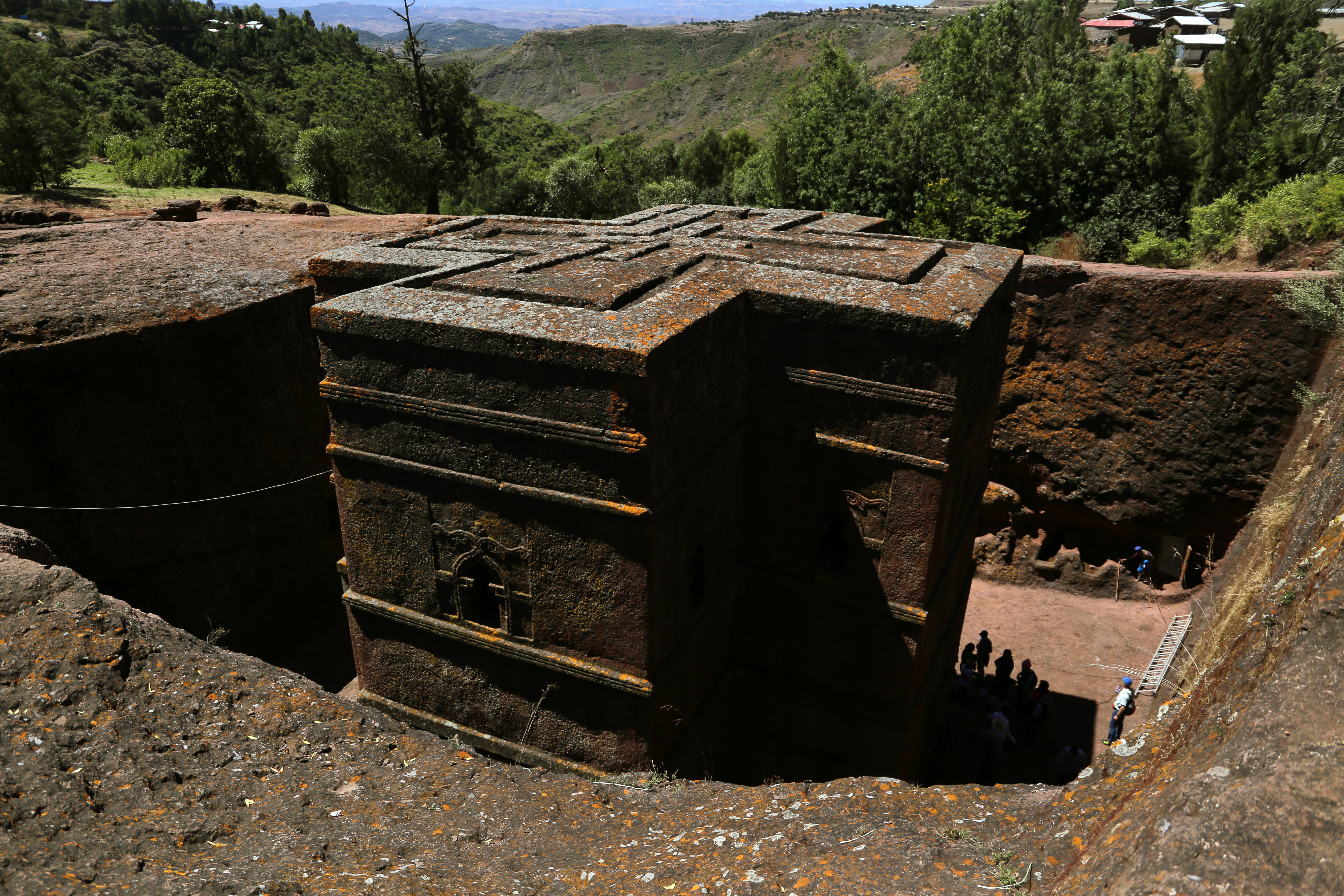
.

L'église Bet Giyorgis n'appartient à aucun de ces deux groupes car elle est isolée au sud-ouest du village. C'est la plus connue des églises de Lalibela. Elle est unique par son plan en forme de croix grecque.
À 7 km de Lalibela, l'église de Na'akuto La'ab n'est pas une église monolithe car elle est construite sous un promontoire rocheux.
À trois kilomètres à vol d'oiseau à l'est de Lalibela, le monastère d'Asheten-Mariam est constitué de deux églises l'une est monolithe, l'autre est hypogée.